# Ecbolium tanzaniense
Ecbolium tanzaniense är en akantusväxtart som beskrevs av K. Vollesen. Ecbolium tanzaniense ingår i släktet Ecbolium och familjen akantusväxter. Inga underarter finns listade i Catalogue of Life.